# Light Years, The Very Best of Electric Light Orchestra
Light Years, The Very Best of Electric Light Orchestra je dvojni kompilacijski album skupine Electric Light Orchestra (ELO).
Album obeležuje 25. obletnico izdajanja singlov skupine in vsebuje vse britanske hit single skupine ter še nekatere druge single, ki se v Združenem kraljestvu niso uvrstili na lestvico ali pa so bili hiti v drugih državah. Vse skladbe z albuma so 7" singl verzije. To je tudi prva kompilacija skupine, ki vsebuje skladbo »Across the Border«, ki bi morala leta 1980 iziti kot EP, vendar ni izšla. Čeprav si skladbe ne sledijo v kronološkem vrstnem redu, gre za verjetno najbolj obsežen sklop hitov skupine izmed številnih kompilacij.
Album se je uvrstil na 60. mesto britanske lestvice albumov. Album je izšel tudi v Evropi pod imenoma The Swedish Collection in The Danish Collection.

## Seznam skladb

### Disk 1
Vse pesmi je napisal in uglasbil Jeff Lynne.
| Št. | Naslov                                          | Z albuma                 | Dolžina |
| --- | ----------------------------------------------- | ------------------------ | ------- |
| 1.  | „Turn to Stone‟                                 | Out of the Blue, 1977    | 3:47    |
| 2.  | „Evil Woman‟                                    | Face the Music, 1975     | 4:15    |
| 3.  | „Livin' Thing‟                                  | A New World Record, 1976 | 3:32    |
| 4.  | „Twilight‟                                      | Time, 1981               | 3:37    |
| 5.  | „Telephone Line‟                                | A New World Record       | 4:41    |
| 6.  | „Four Little Diamonds‟                          | Secret Messages, 1983    | 4:06    |
| 7.  | „Xanadu‟ (z Olivio Newton-John)                 | Xanadu, 1980             | 3:27    |
| 8.  | „Last Train to London‟                          | Discovery, 1979          | 4:32    |
| 9.  | „Strange Magic‟ (7" verzija)                    | Face the Music           | 4:06    |
| 10. | „Ma-Ma-Ma Belle‟ (7" verzija)                   | On the Third Day, 1973   | 3:11    |
| 11. | „Confusion‟                                     | Discovery                | 3:40    |
| 12. | „Rock 'n' Roll Is King‟                         | Secret Messages          | 3:05    |
| 13. | „The Way Life's Meant to Be‟                    | Time                     | 4:39    |
| 14. | „Can't Get It Out of My Head‟ (7" verzija)      | Eldorado, 1974           | 3:07    |
| 15. | „Secret Messages‟ (posebna verzija z LP plošče) | Secret Messages          | 3:34    |
| 16. | „Calling America‟                               | Balance of Power, 1986   | 3:28    |
| 17. | „Don't Walk Away‟                               | Xanadu                   | 4:39    |
| 18. | „Don't Bring Me Down‟                           | Discovery                | 4:03    |
| 19. | „Mr. Blue Sky‟                                  | Out of the Blue          | 5:03    |

### Disk 2
Vse pesmi je napisal in uglasbil Jeff Lynne, razen »Roll Over Beethoven« Chuck Berry in Ludwig van Beethoven.
| Št. | Naslov                             | Z albuma                                     | Dolžina |
| --- | ---------------------------------- | -------------------------------------------- | ------- |
| 1.  | „Sweet Talkin' Woman‟              | Out of the Blue                              | 3:47    |
| 2.  | „I'm Alive‟                        | Xanadu                                       | 3:43    |
| 3.  | „Shine a Little Love‟              | Discovery                                    | 4:10    |
| 4.  | „Ticket to the Moon‟               | Time                                         | 4:07    |
| 5.  | „Illusions in G Major‟             | Eldorado                                     | 2:38    |
| 6.  | „So Serious‟                       | Balance of Power                             | 2:41    |
| 7.  | „Nightrider‟ (7" verzija)          | Face the Music                               | 3:43    |
| 8.  | „All Over the World‟               | Xanadu                                       | 4:01    |
| 9.  | „Here Is the News‟                 | Time                                         | 3:44    |
| 10. | „The Diary of Horace Wimp‟         | Discovery                                    | 4:17    |
| 11. | „Across the Border‟ (EP verzija)   | Out of the Blue                              | 3:51    |
| 12. | „Showdown‟                         | On the Third Day (ZDA); Showdown, 1974       | 4:10    |
| 13. | „Hold on Tight‟                    | Time                                         | 3:07    |
| 14. | „Wild West Hero‟                   | Out of the Blue                              | 4:40    |
| 15. | „Do Ya‟                            | A New World Record                           | 3:45    |
| 16. | „10538 Overture‟ (7" verzija)      | The Electric Light Orchestra/No Answer, 1971 | 3:56    |
| 17. | „Getting to the Point‟             | Balance of Power                             | 4:29    |
| 18. | „Rockaria!‟                        | A New World Record                           | 3:14    |
| 19. | „Roll Over Beethoven‟ (7" verzija) | ELO 2, 1973                                  | 4:34    |

## Osebje
- Jeff Lynne – vokali, kitare, klaviature
- Roy Wood – vokali, čelo, oboa, bas kitara
- Bev Bevan – bobni, tolkala
- Richard Tandy – sintetizatorji, Mellotron, clavinte, klavir, kitara
- Kelly Groucutt – vokali, bas kitara
- Hugh McDowell – čelo
- Mik Kaminski – violina
- Melvyn Gale – čelo
- Mike de Albuquerque – bas kitara, vokali
- Mike Edwards – čelo
- Wilf Gibson – violina
- Colin Walker – čelo
- Bill Hunt – rog
- Steve Woolam – violina